# James Graham, 3. Duke of Montrose

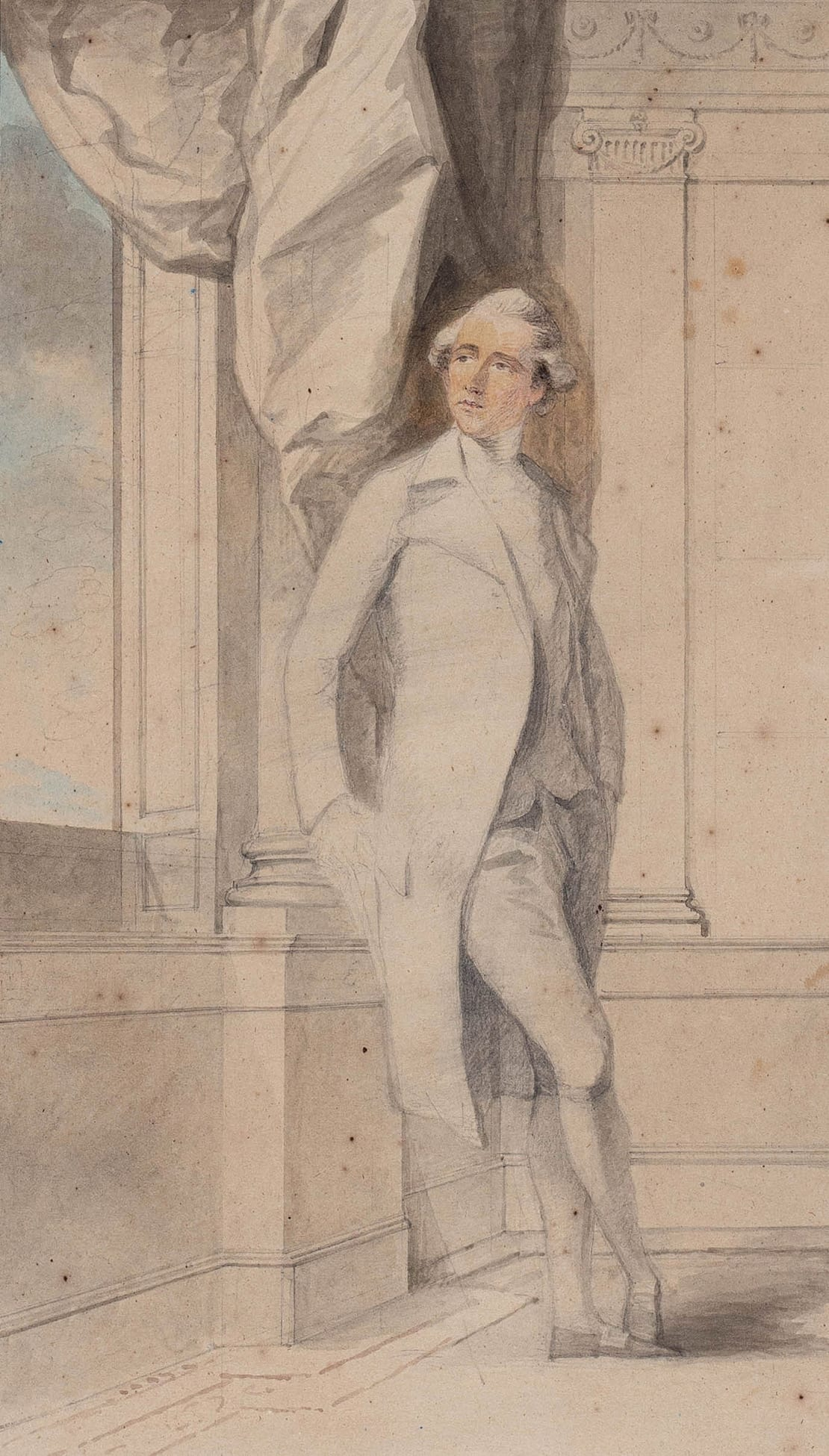
James Graham, 3. Duke of Montrose

James Graham, 3. Duke of Montrose, KG, KT, PC (* 8. Februar 1755; † 30. Dezember 1836 in London) war ein schottischer Adliger und Staatsmann.

## Leben
Er war der Sohn des William Graham, 2. Duke of Montrose, aus dessen Ehe mit Lady Lucy Manners, Tochter des 2. Duke of Rutland. Er besuchte das Eton College und studierte am Trinity College der Universität Cambridge.
Graham wurde 1780 erstmals ins britische Unterhaus gewählt. Von 1780 bis 1784 war er Abgeordneter für Richmond und von 1784 bis 1790 für Great Bedwyn. 1783 wurde er einer der Lords of the Treasury. Sechs Jahre später wechselt er in das Amt eines der Zahlmeister der Streitkräfte sowie des Vizepräsidenten des Board of Trade, im folgenden Jahr übernahm er zusätzlich dasjenige des Master of the Horse, das er bis 1795 bekleidete. Beim Tod seines Vaters erbte er 1790 dessen Adelstitel als Duke of Montrose, wurde dadurch Mitglied des Oberhauses und schied aus dem Unterhaus aus.
Im Jahre 1795 übernahm Graham das Amt des höchsten Richters Schottlands (Lord Justice General), das er bis zu seinem Tode, also 41 Jahre lang, innehatte. Von 1804 bis 1806 war er daneben Präsident des Board of Trade. Bevor Graham von 1821 bis 1830 mit einer Unterbrechung im Jahre 1828 Lord Chamberlain of the Household war, hatte er wiederum von 1807 bis 1821 das Amt des Masters of the Horse inne.
Neben diesen Ämtern, die teilweise Regierungsverantwortung beinhalteten, teilweise dem Hofe zugeordnet waren, war Graham von 1780 bis zu seinem Tode Kanzler der Universität Glasgow. Ferner war er Lord Lieutenant verschiedener schottischer Lieutenancy Areas.

## Ehen und Nachkommen
Er heiratete 1785 in erster Ehe Lady Jemima Elizabeth Ashburnham (1762–1786), Tochter des 2. Earl of Ashburnham. Mit ihr hatte er einen Sohn:
- James Graham, Earl of Kincardine (1786–1787).

In zweiter Ehe heiratete er 1790 Lady Caroline Maria Montagu (1770–1847), Tochter des 4. Duke of Manchester. Mit ihr hatte er fünf Töchter und zwei Söhne:
- Lady Georgiana Charlotte Graham (1791–1835), ⚭ 1814 George Finch-Hatton, 10. Earl of Winchilsea;
- Lady Caroline Graham (1792–1857);
- Lady Lucy Graham (1793–1875), ⚭ 1818 Edward Herbert, 2. Earl of Powis;
- James Graham, 4. Duke of Montrose (1799–1874), ⚭ 1836 Hon. Caroline Agnes Horsley-Beresford, Tochter des 2. Baron Decies;
- Lady Martha Graham (* 1802; † jung);
- Lady Emily Graham (1805–1900), ⚭ 1832 Edward Thomas Foley;
- Lord Montagu William Graham (1807–1878), MP, ⚭ 1867 Hon. Harriet Anne Hanbury, Tochter des 1. Baron Bateman.